# Затмение Мурсили
Затмение Мурсили — солнечное затмение, которое наблюдалось в XIV веке до н. э. на территории Хеттского царства в правление царя Мурсили II. Событие представляет собой большую важность для определения точной датировки хронологии древнего Ближнего Востока. 

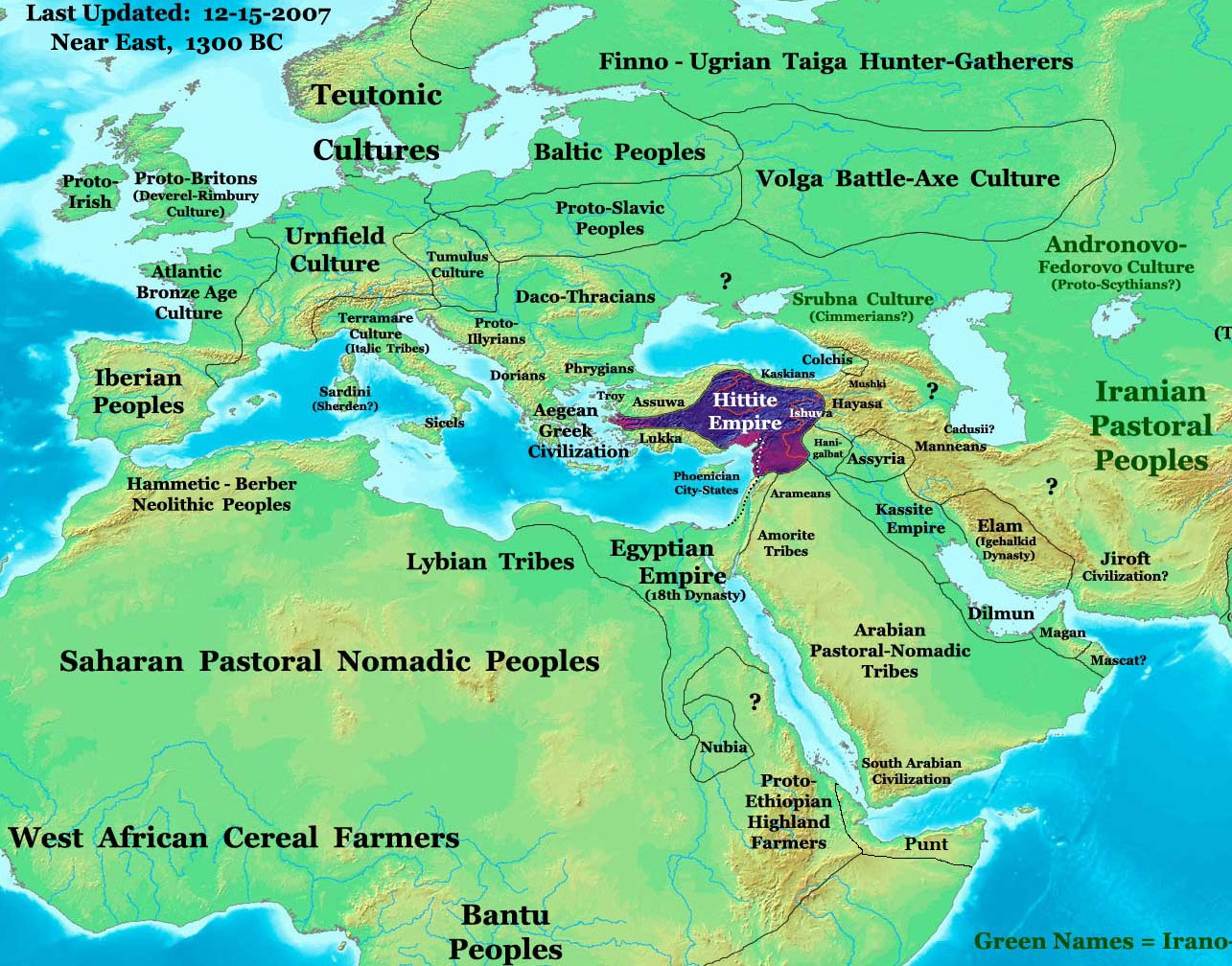
Хеттское царство

В анналах царя Мурсили II указывается о «знамении Солнца» на десятый год правления царя. Знамение появилось как раз перед тем, как Мурсили собирался выступить в поход против страны Хайаса в северной Анатолии:

[ma-a-an I-NA KUR A]zi-ma i-ia-ah-at nu dUTU-us sa-ki-ya-ah-ta 
«[Когда] я шёл походом [в землю А]цци, бог солнца дал знак».— KUB XIV 4.24
.

## Датировки
Нет точной уверенности в дате затмения. Предлагаются две возможные даты: 13 апреля 1308 года до н. э. либо 24 июня 1312 года до н. э. Последняя версия поддерживается большинством хеттологов, в том числе и Тревором Брайсом, тогда как Пол Астрём (швед. Paul Åström) склоняется к первой дате — 1308 год.
Затмение 1312 года до н. э. можно было наблюдать в северной Анатолии до полудня. Оно было полным и могло произвести большое впечатление на Мурсили и его подданных. В противоположность ему, затмение 1308 до н. э. было кольцеобразным; на территории Хеттского царства оно было частичным, и его можно было наблюдать ранним утром. Исходя из этого, событие было менее эффектным, и, следовательно, вероятность упоминания в хеттских документах затмения 1312 года больше. Если это так, то Мурсили II взошёл на трон в 1322 или 1321 году до н. э.
Предлагаются также датировки 8 января 1340 года до н. э., 13 марта 1335 года до н. э. и 17 октября 1328 года до н. э. Датировка 1335 годом до н. э. поддержана Д. Громовой, поскольку это согласуется с последней корректировкой средней хронологии хетто-египетских отношений Джаредом Миллером.

## Другие версии
По мнению Александра Немировского, данное знамение вовсе не обязательно указывает на какое-либо солнечное затмение, т. к. знамение в тексте KUB XIV 4 описывается царём со слов тавананны, прямо не связывается с солнечным диском, и вполне может являться гало, полётом птицы или иным оракулом. Поэтому само существование «затмения Мурсили» находится под вопросом.